# Helige ärkeängeln Mikaels kyrka, Dălgatj
Helige ärkeängeln Mikaels kyrka är en bulgarisk-ortodox stenkyrkobyggnad belägen i den centrala delen av byn Dălgatj, i kommunen Obsjtina Tărgovisjte i regionen Tărgovisjte, i nordöstra Bulgarien.
Kyrkan är helgad åt ärkeängeln Mikael och tillhör Varnas och Veliki Preslavs stift.

## Historik
Helige ärkeängeln Mikaels kyrka i Dălgatj började byggas år 1889 och stod färdig 1891. Den invigdes 1893 av metropolit Simeon av Varna och Preslav.

### Präster
- Den första prästen som jobbade i kyrkan var Marin Ivanov Batjvarov från staden Batjvarov. Han bodde i byn mellan 1891 och 1917.[2]

- Den andra prästen var Mintjo Stajkov Angelov från Nadarevo, som jobbade mellan 1917 och 1928.[2]

- Den tredje prästen jobbade mellan 1928 och 1957. Han hette Pavel Kjutjiukov och var från Tărgovisjte.[2]

## Kyrkan
Inne i kyrkan finns ikoner som tillverkades 1893. I mars 2006 stals två ikoner från kyrkan. Byggnaden är enskeppig.
På kyrkans gård finns ett 6 m högt klocktorn. Dess klocka donerades av en biskop 1891.

## Övrigt
På gården finns också ett monument över soldater som stupade under Balkankrigen (1912–1913).

### Allmänna källor
- Национален регистър на храмовете в България hramove.bg
- Храм,,СВ. Архангел михаил” в с. Дългач (obuch.info)
- <b>Bести</b> -   Standart / Стандaрт (archive.org)